# Fred Kaps
Abraham Bongers, más conocido como Fred Kaps, fue un mago nacido el 8 de junio de 1926 en Róterdam, Países Bajos. Desde niño gustó de la magia, aprendiéndola de un barbero local que entretenía a su clientela con ella. 

## Biografía
Ingresó a combatir en la 2.ª Guerra Mundial, donde entretenía a las tropas de su país con juegos mágicos bajo el pseudónimo de "Mystica". Al finalizar la guerra empezó a actuar como profesional, utilizando una gran variedad de elementos en sus efectos mágicos. Tenía habilidades en cartomagia y numismagia, además de juegos que utilizaban elementos comunes de una mesa. Aunque nunca utilizaba grandes aparatajes ni animales, su carrera se centró en la magia de escenario, siendo un excelente manipulador de monedas, de tamaño normal y gigantes, de billetes, de cartas, pañuelos, bastones y otros elementos. 
Realizó magia ante gran cantidad de personalidades, como Charles Chaplin, los príncipes de Mónaco y la reina Isabel II. Actuaba frente a adultos (rara vez para público infantil) y participó en el programa de televisión de Ed Sullivan.
Fred Kaps falleció el 23 de julio de 1980, víctima de cáncer.

### La Sal
Fred Kaps creó muchos juegos de magia tanto de cerca como de escena, pero probablemente su aportación como creativo más interesante sea la popularización de La sal, un efecto mágico que consiste en volcar en un puño el contenido de un salero, haciéndolo desaparecer de forma muy clara, y posteriormente reaparecer en sus propias manos, apareciendo incluso más cantidad de la que había desaparecido, tanta que la música del espectáculo se acababa y la sal seguía brotando de su mano desnuda y remangada.

### Premios
Participó en 1950 en el Campeonato Mundial de Magia (Fism) realizado en Barcelona, donde obtuvo su primer Gran Premio de la Magia. Desde entonces, su magia empezó a conocerse a nivel mundial. Ese mismo año Bongers adoptaría el nombre Fred Kaps. Volvió a conseguir el Gran Premio de la Magia dos veces más - Ámsterdam 1955 y Lieja 1961 -, siendo el único mago en toda la historia en conseguirlo 3 veces. En 1963 ganó el Mago D'Oro Internacional. En 1980 obtuvo el título honorífico de "Maestro", otorgado por la academia de Artes Mágicas de Hollywood.

## Conmemoraciones
En el Campeonato Mundial de Magia (FISM) de 2003 se realizó una conmemoración especial en honor a Fred Kaps. Moderada por Dick Koornwinder, incluyó una presentación de Powerpoint con cerca de 50 imágenes de Kaps, y unas palabras de Pete Biro y Mike Caveney como artistas invitados, finalizando con un video de 15 minutos. Johnny Thompson y Bob Sheets, que se encontraban en la audiencia, hicieron también parte del acto, agregando algunas anécdotas y realizando una versión propia de un juego de Kaps, respectivamente.